# Ex seminario arcivescovile
L'ex seminario arcivescovile è un edificio situato in largo Plebiscito, nel centro storico di Salerno, ed è attualmente sede del museo diocesano.

## La storia
Il palazzo, che anticamente era sede della Scuola Medica Salernitana, sorge a ridosso della cattedrale e fu fondato dall'arcivescovo Gaspare Cervantes in seguito al Concilio di Trento, tra il 1543 e il 1563, che stabiliva che ogni diocesi doveva istituire un collegio nel quale formare i giovani novizi. L'edificio venne ampliato nel 1570 da Antonio I Colonna e nel corso dei secoli nuovamente rimaneggiato. Nel 1731, sotto l'arcivescovo di Capua, la struttura venne completamente ricostruita e collegata direttamente alla cattedrale e nel 1832, con l'arcivescovo Lupoli, assunse una fisionomia neoclassica con la nascita del secondo piano ed il rifacimento della facciata. Nella seconda metà dell'800 furono avviati nuovi lavori di ristrutturazione che comportarono la costruzione di un altare di marmo, il rifacimento dello scalone e nuovi affreschi nell'atrio. Grazie a questi lavori di rifacimento il Seminario divenne uno dei migliori istituiti d'Europa e per questo motivo fu visitato da Giacomo Leopardi nel 1836, da Papa Pio IX e dal Re di Napoli Ferdinando II nel 1849. Il terremoto nel 1980 provocò forti danni all'edificio che, dopo lavori di restauro, è diventato sede del museo diocesano.